# Subordinação
Subordinação é o estado de um indivíduo que não tem liberdade para tomar suas próprias decisões. Subordinação é o contrário de autonomia. Subordinação não se confunde com a escravidão, embora o trabalho escravo seja subordinado. A história do trabalho subordinado iniciou-se com a escravidão, persistindo nos dias de hoje com a relação de emprego.

## Fases
As fases do trabalho subordinado são, segundo a doutrina jurídica:
- Escravidão
- Servidão
- Contrato Civil (Após as Revoluções Industrial e Francesa)
- Relação de emprego

## Subordinação jurídica
Característica das relações de emprego, o empregado sujeita o exercício de suas atividades laborais à vontade do empregador, que, na relação, detém poderes para dirigir, regulamentar, fiscalizar e punir.